# CACYBP
CACYBP‏ (Calcyclin binding protein) هوَ بروتين يُشَفر بواسطة جين CACYBP في الإنسان.